# 憲法保障
憲法保障（けんぽうほしょう）とは、国家権力による憲法を侵害する行為や憲法に違反する行為から憲法を守り、憲法による秩序を存続させ安定させること。または、その手段のこと。
国家の最高法規である憲法には、国家権力も反してはならないが、国家権力等が憲法に対する侵害行為を行った場合、権力自らが制裁を加えて、回復することが期待しにくいので、成文憲法においては、憲法保障のため制度を規定することが一般的である。

## 憲法に定めのある制度
憲法保障のうち、憲法自体が定める制度のことを、憲法内保障（正規的保障、組織的保障）という。

### 事前的保障手段
事前的保障とは、憲法で一定の制度をあらかじめ定めておくことにより、憲法を侵害する行為をできないようにすること。予防的保障、実体的保障ともいう。
- 宣言的保障
  - 憲法の最高規範性の宣言 - 憲法が国家の最高法規であり、憲法に違反する行為は違憲無効である旨をあらかじめ宣言することで、憲法に違反する行為を行えないようにする。日本国憲法では、98条1項が相当する。
  - 基本的人権の普遍的・永久的の宣言 - 立憲的意義の憲法において最も重要な規定である基本的人権の保障について、基本的人権が普遍的・永久的であることを宣言し、基本的人権の侵害行為、ひいては憲法の侵害行為を行うことができないようにする。日本国憲法では、11条及び97条が相当する。
  - 公務員等の憲法尊重擁護義務 - 国家権力を直接に行使する国家元首や公務員などに、憲法尊重擁護義務を課すことで、義務違反となる憲法侵害行為をできないようにする。倫理的な憲法保障制度である。日本国憲法では、99条が相当する。
- 手続的保障
  - 硬性憲法 - 憲法改正の手続について、通常の法律よりも厳格な手続を要求し、容易に憲法改正することができないようにして、立法権（議会）により憲法が保障する制度を失わせられるという憲法の侵害行為を困難にさせる。日本国憲法では、憲法改正に各議院で3分の2以上の国会議員の賛成と国民投票で過半数の賛成を要求している96条1項が相当する。
- 制度的保障（機構的保障）
  - 権力分立制 - 国家権力を分散させて、相互に均衡・抑制を図ることで、国家権力による憲法侵害行為が行われないようにする。日本国憲法では、国家の三権（立法権・行政権・司法権）を規定する41条・65条・76条や、地方自治制度を規定する第8章などの規定が相当する。

### 事後的保障手段
事後的保障とは、憲法を侵害する行為がなされた場合に、侵害されていない状態に回復させる手段を用意して、憲法を保障すること。匡正的保障ともいう。手続的保障である。
- 制度的保障（機構的保障）
  - 違憲審査制 - 裁判所に、憲法に違反する立法行為・行政行為等を無効とする権限をあたえることで、立法権・行政権による憲法違反の権力行使の効力を失わせて、憲法が侵害されない状況が回復できるようにする。日本国憲法では、最高裁判所以下の司法権に違憲審査権を認める81条が相当する。

## 憲法に定めのない制度
憲法保障のうち、憲法に規定のある保障手段によっても憲法を保障できない場合のために、憲法自体に定めはないが、理論上、憲法保障のために認められるもののことを、超法規的憲法保障（非常手段的憲法保障、未組織的憲法保障）という。いずれも、事後的保障手段である。
- 抵抗権 - 国家権力が人間の尊厳を侵す重大な行為をした場合に、国民が自らの権利や自由を守り、人間の尊厳を確保するために、ほかに合法的な救済手段が不可能となったときに、実定法上課せられた義務を拒否する抵抗行為のこと。国民が抵抗行為をすることで、憲法保障を回復する。その内容から実定化になじまないため、明文上規定されていない。

詳しくは、「抵抗権」を参照のこと。
- 国家緊急権 - 憲法の定める平時の統治機構をもっては対処できない非常事態において、国家の存立を維持するために、国家権力が立憲的な憲法秩序を一時停止して非常措置をとること。憲法秩序を一時停止し、その間に非常措置をとることで、憲法保障を回復する。つまり、政府が憲法違反を犯すことにより憲法秩序を回復することになる。憲法秩序を停止することを認めるものであるため、国家緊急権自体が濫用されることで、憲法秩序を破壊してしまうおそれがある。一般には、戒厳令やマーシャルローなどが相当する。日本国憲法では明文規定はない。大日本帝国憲法（明治憲法）においては、緊急命令（8条）、戒厳大権（14条）、非常大権（31条）を国家緊急権の発露と構成する立場があるが、もともと君主権が大日本帝国憲法の根拠であるため以上の条文は君主権の発露と考える方が法理論上相当と思われる。旧西ドイツのワイマール憲法下でも、全権委任法が制定されて濫用されたことで、ワイマール憲法は死文化している。

詳しくは、「国家緊急権」を参照のこと。